# Omdulö
Omdulö ist eine sechsköpfige „Experimentalfolk“-Band aus dem thüringischen Altenburg, welche bestehende Folk- und Mittelalterstrukturen mit Hilfe von auch elektronisch erzeugten Atmosphären erweitert.

## Geschichte
Omdulö bestehen aus fünf Musikern, welche diverse Folk, Mittelalterinstrumente und World/Ethnomusik Percussion kombinieren. Im Einzelnen sind das Annemarie Heinig (Drehleier, Flöten), Susanne Ebert (Gesang, Flöten) Florian Müller (Gitarre, Bouzouki, Nyckelharpa), Lydia Hörtzsch (Bodhran, Percussion) und Jan Gawlik (Schlagwerk, Percussion, Didgeridoo).
Nach dem 2008 in Eigenregie erstellten Demo Lintu, welches sich noch hauptsächlich mit Mittelalterthemen befasste und zu großem Teil aus traditionellem Liedgut bestand, kamen im Winter 2008/2009 immer öfter Folk und Paganelemente in ihren Stücken zum Tragen.
Mit ihrem ersten Album Waldgeboren (2009), welches an einem Wochenende im bandeigenen Proberaum eingespielt und innerhalb kurzer Zeit fertiggestellt wurde, ließ die Band aufhorchen. Einladungen zum Wave-Gotik-Treffen 2009 in Leipzig (Heidnisches Dorf) und Festival-Mediaval III in Selb folgten. Das Album wurde über USB-Sticks mit einem fertigen CD-Booklet verteilt.
Omdulö spielte bereits auf diversen Festivals, so z. B. auf dem Nocte Mediavalis (Bärenzwinger Dresden), auf dem Festival Weltmusik (Hafenstraße e.V. Meißen) sowie auf dem Wave-Gotik-Treffen 2010. Omdulö gewann den "Goldenen Zwerg" 2010 - Festival-Mediaval, als beste Nachwuchsband der Mittelalter/Folkmusik. International traten sie z. B. 2011 beim Castlefest, Lisse und beim Summer Darkness Festival, Utrecht in den Niederlanden auf.
Ihr zweites Album, Menschenmaler, erschien auf normaler Musik-CD nach einiger Verzögerung am 25. März 2011. Das Album wurde am 8. Januar 2011 auf der Record Release Party vorgestellt.
Am 9. Januar 2015 erschien das Album Palimpsest, auf dem Graf Lindorf von der Band Coppelius als Gastmusiker am Cello mitwirkte.
Der Name Omdulö setzt sich aus der Silbe „OM“ (von Trommeln), „DU“ (von Dudelsack) und „LÖ“ (von Flöten) zusammen.

## Diskografie
Alben
- 2009: Waldgeboren
- 2011: Menschenmaler (Banshee Records / Alive)
- 2015: Palimpsest